# John Duarte
Cet article concerne l'homme politique américain. Pour l'artiste britannique, voir John W. Duarte. Pour les autres articles homonymes, voir Duarte.
John Scott Duarte, né le 9 septembre 1966 à Modesto (Californie) est un homme politique américain, élu républicain de Californie à la Chambre des représentants des États-Unis de 2023 à 2025.

## Biographie

### Jeunesse et carrière professionnelle
John Duarte est issu d'une famille de fermiers de la vallée centrale de Californie. Il est diplômé d'un bachelor of science de l'université d'État de San Diego en 1989 et d'un MBA de l'université du Pacifique en 1997.
Il fonde avec son frère une pépinière à Hughson, Duarte Nursery, qui emploie des centaines de salariés. En 2012, l'entreprise est sanctionnée pour avoir mis en labour des zones humides lui appartenant, violant le Clean Water Act,. L'affaire est médiatisée et l'entreprise de Duarte reçoit le soutien de nombreux agriculteurs et militants conservateurs, qui critiquent cette atteinte au droit de propriété. En 2017, après plusieurs années de contestation, John Duarte accepte finalement un accord amiable avec le gouvernement fédéral et — craignant une condamnation plus sévère — paie plus d'un million de dollars d'amendes et de dommages,.

### Représentant des États-Unis
John Duarte se lance en politique lors des élections de mi-mandat de 2022. Il se présente dans le nouveau 13e district de Californie, une circonscription agricole et majoritairement hispanique centrée autour du comté de Merced. En juin, il arrive en tête de la primaire avec 34 % des voix, devant le membre de l'Assemblée de l'État de Californie, le démocrate Adam Gray (31 %), un autre démocrate soutenu par les syndicats Phil Arballo (17 %) et l'homme d'affaires républicain David Giglio (15 %). Bien que la circonscription ait donné 11 points d'avance à Joe Biden en 2020, le duel entre Duarte et Gray est indécis. Le soir de l'élection, l'écart entre John Duarte et Adam Gray est trop serré pour déclarer un candidat vainqueur. Après plusieurs semaines de dépouillement, John Duarte est finalement déclaré vainqueur début décembre avec 50,2 % des suffrages.